# Волейбол в СССР

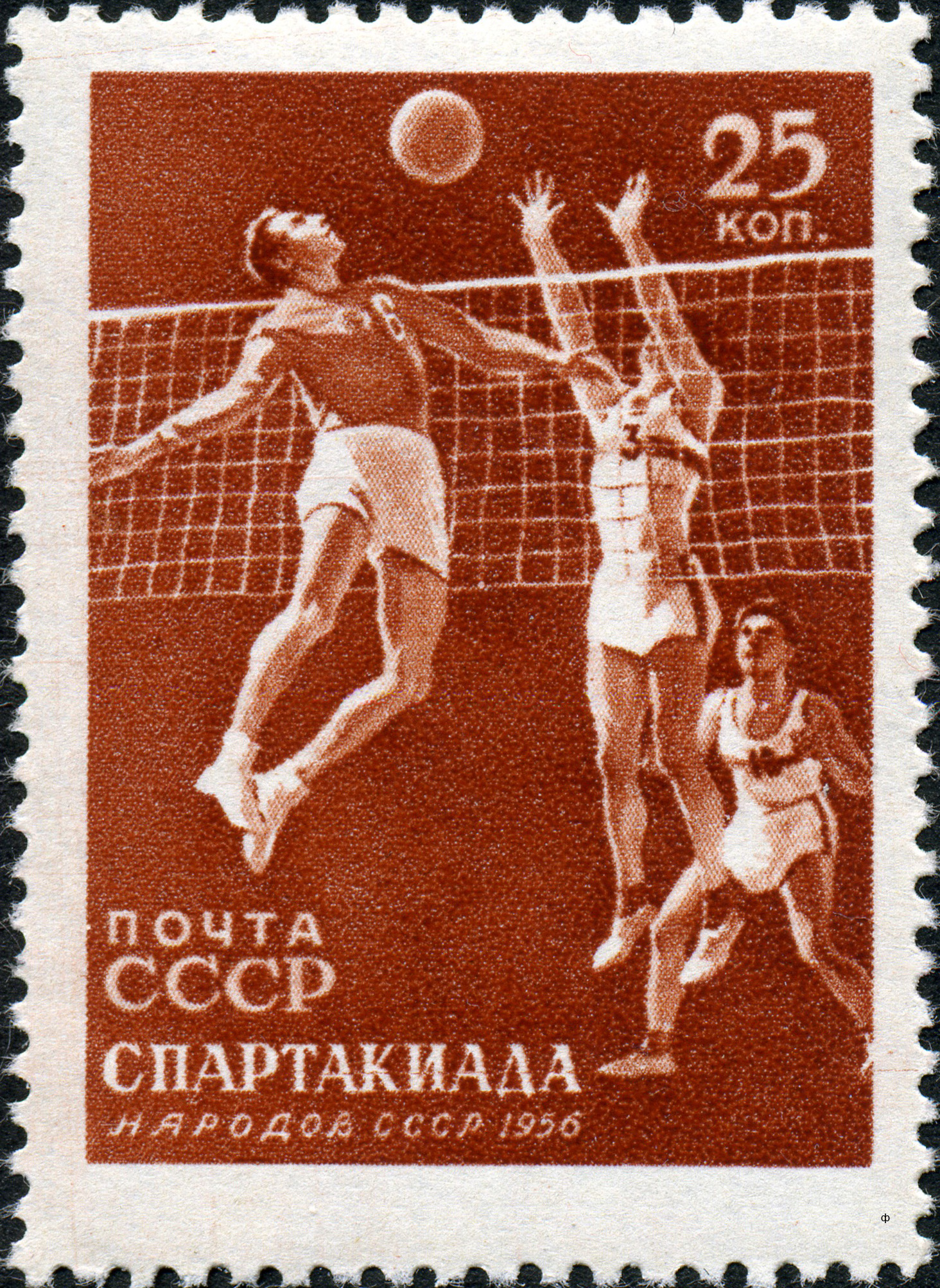
Почтовая марка СССР, посвящённая I Спартакиаде народов СССР (1956, 25 копеек)

Волейбол в СССР появился в начале 1920-х годов и принёс советскому спорту 7 золотых Олимпийских медалей.

## «Игра актёров»
Днём рождения советского волейбола считается 28 июля 1923 года, когда в Москве на Мясницкой улице состоялся первый официальный матч между командами Высших художественно-технических мастерских (ВХУТЕМАС) и Государственного техникума кинематографии (ГТК).
Этой игре предшествовало знакомство с волейболом в начале 1920-х годов на Средней Волге и Дальнем Востоке, в середине 1920-х волейбол пришёл на Украину и Закавказье. В Москве пионерами этого вида спорта стали Главная военная школа физического образования при всевобуче, ВХУТЕМАС, студенты институтов физкультуры, спортивное общество «Динамо».
Волейбол в то время в шутку называли «игрой актёров». Первые площадки появились во дворах московских театров — Мейерхольда, Камерного, Революции, Вахтангова; у истоков нового вида спорта стояли мастера искусств, будущие народные артисты СССР Николай Боголюбов, Борис Щукин, Анатолий Кторов и Рина Зелёная, художники Георгий Нисский и Яков Ромас. Уровень их мастерства не уступал спортивному — в турнирах на первенство профсоюза работников искусств (Рабис) актёры обыгрывали команду общества «Динамо» (Москва).

## Первые правила, организации, соревнования

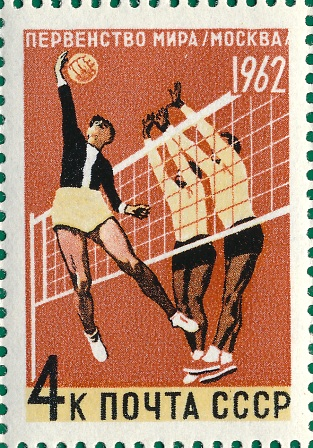
Почтовая марка СССР, 1962 год. Серия «Первенства мира по летним видам спорта»: волейбол (Москва).

В январе 1925 года Московский Совет физкультуры разработал и утвердил первые официальные правила соревнований по волейболу. По этим правилам игра проводилась на площадке 18х9 м для мужских команд и 15х7,5 м для женских; высота сетки составляла соответственно 240 и 220 см; играли командами из 6 человек до победы в двух партиях; команды выигрывали очки как со своей, так и с чужой подачи.
С 1927 года стали проводиться первенства Москвы. Важным событием в стране стало его включение в программу первой Всесоюзной Спартакиады 1928 года. В соревнованиях участвовали мужские и женские команды Москвы, Украины, Северного Кавказа, Закавказья, Дальнего Востока. В том же году в столице была создана постоянная судейская коллегия, а весной 1932 года при Всесоюзном совете физической культуры СССР появилась Всесоюзная секция волейбола, преобразованная в апреле 1959 года в Федерацию волейбола СССР.
К 1930-м годам волейбол стал одним из самых массовых видов спорта в Советском Союзе. Настолько, что в Германии в это время были изданы правила соревнований под названием «Волейбол — народная русская игра». Огромной популярностью пользовались матчи, проводившиеся на площадках парков культуры и отдыха во многих городах СССР.

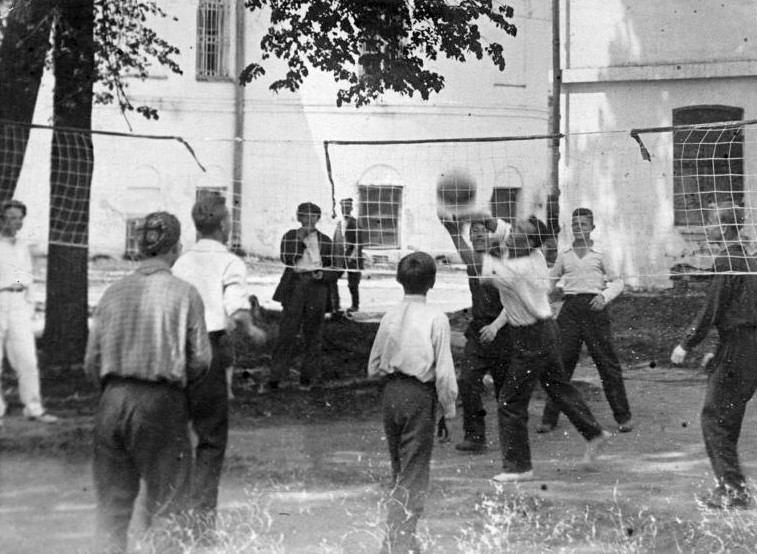
Владимир. Игра в волейбол на спортплощадке около Успенского собора Княгинина монастыря. 1935 г.

С 1933 года проводятся чемпионаты СССР среди команд городов, официально называвшиеся Всесоюзными волейбольными праздниками. Сильнейшие команды первого мужского чемпионата — сборные Москвы и Днепропетровска — приняли участие в спортивном празднике, проходившем в перерыве сессии ЦИК, сыграв показательный матч перед руководителями правящей партии и правительства СССР на сцене Большого театра. В этом необычном поединке, длившемся 6 минут, сильнее оказались москвичи — 9:5.
В октябре и ноябре 1935 года состоялись первые международные матчи советских волейболистов, соперниками которых стали спортсмены из Афганистана. Три матча в Ташкенте и заключительный в Москве принесли успех хозяевам площадок, несмотря на то, что игры велись по азиатским правилам. Особенно убедительно провела свою встречу команда Москвы — 2:0 (22:1, 22:2).
С 1938 года в первенствах СССР стали участвовать клубные команды спортивных обществ и ведомств. У мужчин показательным в то время было соперничество московских и ленинградских спартаковцев, у женщин — столичных «Динамо» и «Локомотива». Первые спортсмены,получившие  звание мастеров спорта СССР были Клавдия Топчиева, Елена Войт и Нина Семёнова.

## Война

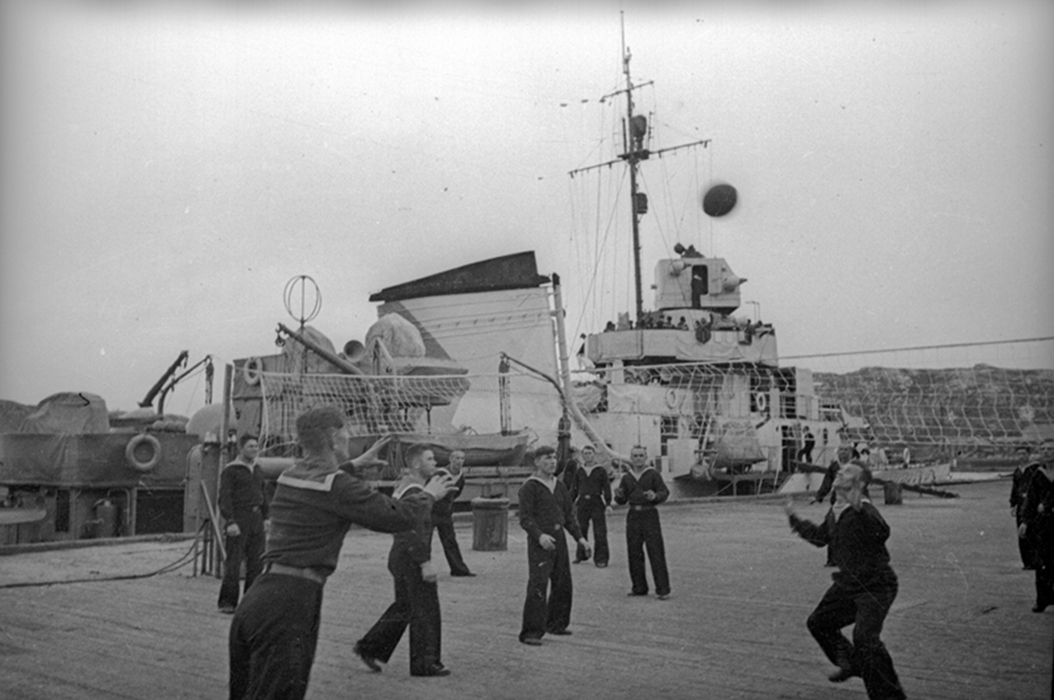
Моряки Северного флота играют в волейбол. 1942 года.

В годы Великой Отечественной войны многие волейболисты были призваны в ряды Красной Армии. Не вернулись с фронтов чемпионы СССР москвичи Сурен Исаханян, Иван Пряхин, Дмитрий Рахитис, Дмитрий Ярочкин, ленинградцы Михаил Балазовский, Александр Щербин, Виктор Яшкевич и многие другие. Пережили блокаду Ленинграда Владимир Андреев, Алексей Барышников, Таисия Барышникова, Алиса Крашенинникова, Вера Миссик, Людмила Михайловская. С боевыми наградами вернулись с войны легендарные Гиви Ахвледиани, Порфирий Воронин, Серафима Кундиренко, Константин Рева, Владимир Саввин, Анатолий Чинилин, Анатолий Эйнгорн, Алексей Якушев...
В военное время волейбол продолжали культивировать в воинских частях. Уже в 1943 году начинают оживать волейбольные площадки в тылу. С 1945 года возобновляются первенства СССР.

## Послевоенный бум

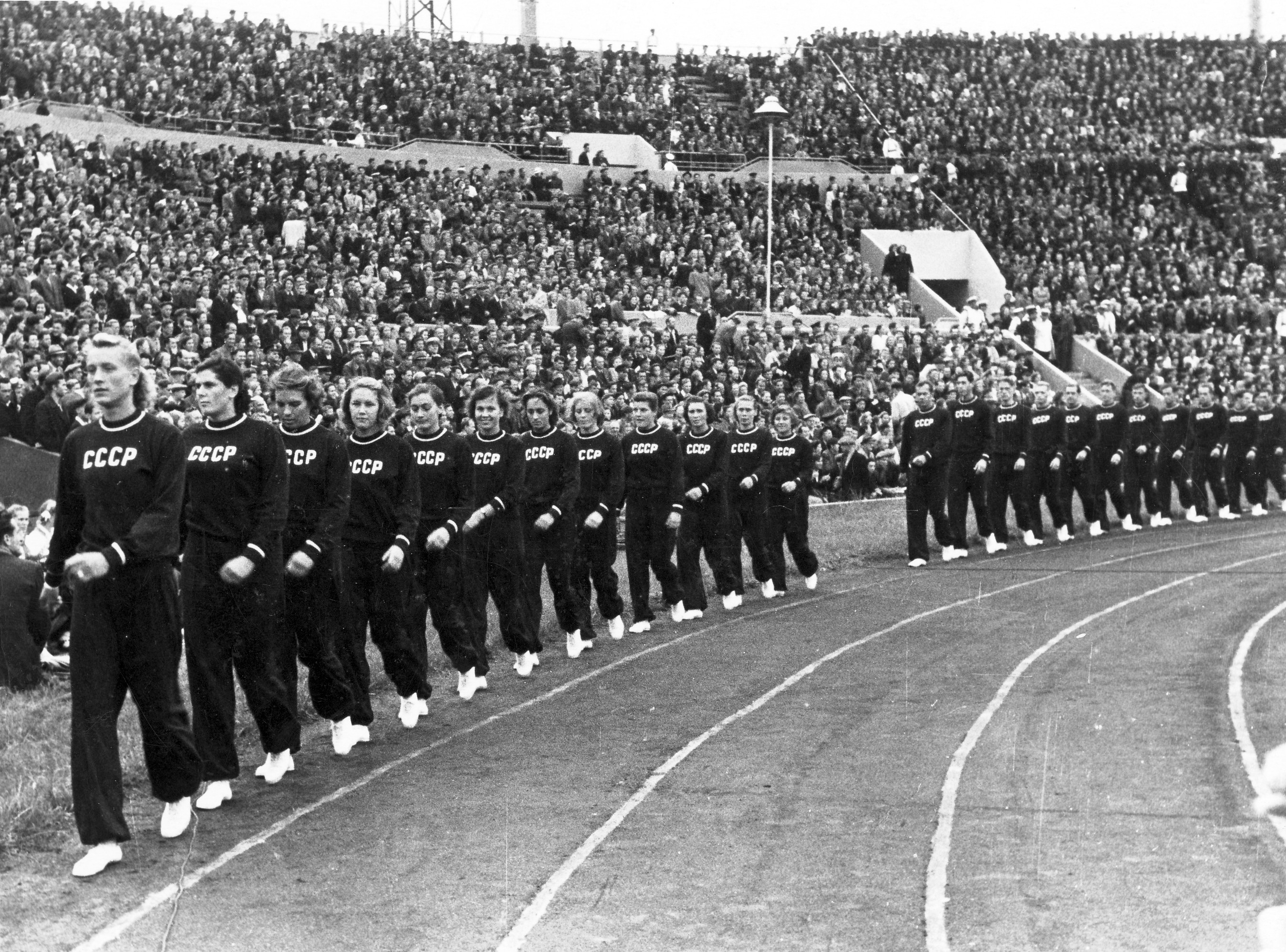
1952 год. Москва. Чемпионы мира — женская и мужская сборные команды СССР

В послевоенные годы волейбол в СССР вышел на пик своей массовости и популярности. Количество людей, занимающихся этим видом спорта, оценивалось в 5—6 миллионов (а по некоторым источникам и в несколько раз больше). Как отмечает Вячеслав Платонов, «те дни, те годы не представимы без волейбола. Мяч, летевший через сетку, натянутую меж двух столбов (деревьев, стоек), имел колдовское влияние на подростков, на юношей и девушек, на храбрых воинов, вернувшихся с полей сражений, на тех, кого тянуло друг к другу. А тогда тянуло друг к другу всех». Особая атмосфера того времени была передана и Юрием Визбором в песне «Волейбол на Сретенке».
В волейбол играли во дворах, парках, на стадионах, на пляжах… Вместе с любителями не гнушались выходить к сетке и признанные мастера — Анатолий Чинилин, Анатолий Эйнгорн, Владимир Ульянов. Благодаря такой массовости школьники, впервые бравшие в руки мяч, быстро вырастали в настоящих звёзд советского и мирового волейбола. Соревнования на первенство СССР проводились исключительно на открытых площадках чаще всего после футбольных матчей по соседству со стадионами, а крупнейшие соревнования, такие как чемпионат мира 1952 года — на тех же стадионах при переполненных трибунах.
В 1947 году после двенадцатилетнего перерыва возобновились международные встречи советских волейболистов. На первом Всемирном фестивале демократической молодёжи в Праге был проведён турнир по волейболу, в котором участвовала сборная Ленинграда, усиленная москвичами. Руководили сборной тренеры Алексей Барышников и Анатолий Чинилин. Советские спортсмены выиграли 5 матчей со счётом 2:0, и лишь последний 2:1 (13:15, 15:10, 15:7) у хозяев, сборной Чехословакии. Первый «женский» выезд состоялся в 1948 году — в Польшу поехала столичная команда «Локомотив», дополненная коллегами из московских «Динамо» и «Спартака», а также ленинградскими спартаковками.
В том же 1948 году Всесоюзная секция волейбола вступила в члены Международной федерации волейбола, а в 1949-м году Советы впервые приняли участие в официальных международных соревнованиях. Дебют оказался «золотым» — женская сборная СССР завоевала титул чемпионок Европы, а мужская выиграла чемпионат мира.
До середины 1960-х годов лидирующие позиции в советском волейболе занимали столичные женские команды «Локомотив», «Динамо» и «Спартак», мужские команды ЦСКА, «Динамо» (Москва), ДО (Ленинград).

## Волейбол в 1960—1980-е годы
В этот период советские волейболисты демонстрируют мировой класс игры, свидетельством чему являются многочисленные победы на крупнейших международных соревнованиях.
Мужская сборная СССР под руководством Юрия Клещёва стала победителем первых двух олимпийских турниров в 1964 и 1968 годах. Звание двукратных олимпийских чемпионов имеют Иван Бугаенков, Георгий Мондзолевский, Юрий Поярков и Эдуард Сибиряков. Ярчайший след в истории мирового волейбола оставила команда Вячеслава Платонова, выигрывавшая все турниры, в которых участвовала, на протяжении 7 лет — с 1977 по 1983 год.
Подобной победной серией может похвастаться и женская команда, не знавшая себе равных с 1967 по 1973 год. Инна Рыскаль, Людмила Булдакова, Нина Смолеева, Вера Дуюнова, Галина Леонтьева, Татьяна Третьякова, Роза Салихова, Татьяна Сарычева и их тренер Гиви Ахвледиани дважды, в 1968 и 1972 годах, поднимались на верхнюю ступень олимпийского пьедестала почёта. Ещё две победы на Олимпиадах, в Москве-1980 и Сеуле-1988, сборная СССР одержала под руководством Николая Карполя.
Всего в истории мужской сборной СССР 6 титулов чемпионов мира и 12 побед на чемпионатах Европы, волейболистки 5 раз выигрывали золотые медали первенств планеты и ни разу за всё время не опустились ниже второго места на чемпионатах Европы.
По состоянию на 1979 год волейболом в СССР занимались около 6 миллионов человек, в том числе около 2 миллионов имели спортивные разряды.
Важнейшими внутренними соревнованиями считались Спартакиады. Чемпионаты СССР 1970—1980-х годов характеризовались редкой сменой чемпионов вследствие распространённого в то время в игровых видах спорта принципа существования базового клуба сборной. С 1970 по 1991 год мужская команда ЦСКА лишь раз уступила первенство рижскому «Радиотехнику», у женщин гегемония столичных «Динамо» и ЦСКА сменилась победной серией «Уралочки», получившей продолжение и в российский период. Мужской ЦСКА и женское «Динамо» являются рекордсменами по количеству побед в Кубке европейских чемпионов.
Последние годы существования СССР были отмечены массовым отъездом ведущих игроков страны за рубеж. В 1992 году ещё не сменившая своё название Федерация волейбола СССР провела Открытый чемпионат СНГ среди мужчин и Открытый чемпионат России среди женщин, а на Олимпийских играх в Барселоне выступала Объединённая команда.